# Torilis triradiata
Torilis triradiata är en växtart i släktet rödkörvlar och familjen flockblommiga växter. Den beskrevs av Pierre Edmond Boissier och Theodor Heinrich von Heldreich.

## Utbredning
Arten förekommer i sydvästra Turkiet.